# Доскана
Доскана (кирг. Доскана) — село в Сузакском районе Джалал-Абадской области Кыргызстана. Входит в состав Таш-Булакского айылного аймака.

## География
Село расположено в юго-восточной части области, к востоку от реки Кёгарт, на расстоянии приблизительно 11 километров (по прямой) к северо-востоку от села Сузак, административного центра района. Абсолютная высота — 840 метров над уровнем моря.

## Население
Согласно оценочным данным Национального статистического комитета Кыргызской Республики, численность населения села на начало 2023 года составляла 1425 человек.
| год     | 2009 | 2014 | 2015 | 2020 | 2021 | 2023 |
| ------- | ---- | ---- | ---- | ---- | ---- | ---- |
| человек | 919  | 992  | 1038 | 1328 | 1361 | 1425 |